# 邢宥
邢宥（1416年—1481年），字克寬，號湄邱，廣東瓊州府文昌縣人，民籍。明朝政治人物。進士出身。

## 生平
正統十三年，中進士，授監察御史，出巡福建。天順年間，出任台州府知府，有政績。后因事情連坐，降為晉江縣丞。明憲宗繼位后，恢復其職，改任蘇州府知府。任期內他重新整理吏治徭役、疏通河道、賑災民飢。隨後被舉薦，加浙江左參政。后以都察院右僉都御史巡撫江南，并兼理兩浙鹽政。數年后因病請辭歸鄉。卒年六十有六。

## 家族
曾祖邢廷瑜。祖父邢世賢。父邢文廣，封四川道監察御史。母許氏，贈孺人；繼母郭氏。配林氏，俱封孺人。